# Thomas Hürlimann
Thomas Hürlimann (* 21. Dezember 1950 in Zug) ist ein Schweizer Schriftsteller.

## Leben
Thomas Hürlimann wurde als Sohn des späteren Bundesrats Hans Hürlimann (1918–1994) in Zug geboren. Seine Mutter Marie-Theres Hürlimann-Duft (1926–2001) entstammte der St. Galler CVP-Dynastie Duft. Nachdem Hürlimann die Primarschule in Zug besucht und einen Sommer lang bei seinem Onkel Johannes Duft in der Stiftsbibliothek St. Gallen gearbeitet hatte, trat er in die Stiftsschule Einsiedeln ein, wo er laut eigenen Worten «saure Zeiten» als «kahl rasiertes Mönchlein in knöchellanger Kutte» überstand.
Nach der Matura studierte er Philosophie an der Universität Zürich und, seit 1974, an der FU Berlin. Nach dem Abbruch des Studiums arbeitete er von 1978 bis 1980 als Regieassistent und Produktionsdramaturg am Berliner Schillertheater. Seit 1980 ist er freier Schriftsteller. 1985 kehrte er in die Schweiz zurück und wohnte lange Zeit in einem Dorf bei Einsiedeln. Im Herbst 1996 war er Visiting Professor am Dartmouth College in New Hampshire, 2000 und 2001 drei Semester Dozent am Deutschen Literaturinstitut Leipzig. Hürlimann lebt heute in Walchwil. Seine Partnerin war mehrere Jahre lang die deutsche Schriftstellerin und Dramaturgin Katja Oskamp.
Sein Archiv ist seit 2014 im Schweizerischen Literaturarchiv in Bern.

## Künstlerisches Schaffen
Als Autor debütierte Thomas Hürlimann 1981 mit dem Erzählband Die Tessinerin, erschienen im Zürcher Ammann Verlag. Zum erzählerischen Werk des Autors, der sich immer wieder engagiert mit der jüngeren Schweizer Geschichte auseinandergesetzt hat, gehören auch Das Gartenhaus, Die Satellitenstadt, Der große Kater, Fräulein Stark, Vierzig Rosen und Heimkehr. Dazu kommen Theaterstücke und Komödien, darunter Der Gesandte (über den Schweizer Gesandten in Berlin während des Zweiten Weltkriegs, Hans Frölicher), Der Franzos im Ybrig (1991) oder Das Einsiedler Welttheater, Hürlimanns Version von Calderóns Mysterienspiel El Gran teatro del mundo (2000, überarbeitet 2007).
Hürlimanns Dramentext Was ihr wollt oder Dreikönigsabend wurde 2019 von Barbara Schlumpf für die Freilichtspiele Luzern inszeniert. Das Stück wurde in Innerschweizer Mundart aufgeführt, alle Schauspieler agierten in Schlittschuhen auf einer Kunsteisfläche. Der Theaterkritiker der NZZ nannte das Resultat «ein kleines Theaterwunder».
Der Roman Der Rote Diamant von 2022 setzt zeitlich da an, wo die Novelle Fräulein Stark endet: beim Eintritt in die Klosterschule Einsiedeln. Wird in der Novelle der Sommer unmittelbar vor den Klosterjahren, den Hürlimann bei seinem Onkel in der Stiftsbibliothek St. Gallen verbracht hat, literarisch verarbeitet, so steht im Roman ganz die Schulzeit im Kloster im Zentrum. Der Blick schrieb: «Geschliffen, glänzend und scharfkantig ist die Sprache, mit der Hürlimann den Klosterschulalltag um 1968 schildert. (…)»
Für sein Schaffen erhielt Thomas Hürlimann zahlreiche Preise und Auszeichnungen. Sein erster Erzählband Die Tessinerin wurde in sechs, die Novelle Das Gartenhaus in 13 Sprachen übersetzt. Hürlimann ist Mitglied der Deutschen Akademie für Sprache und Dichtung, der Akademie der Künste, Berlin, des PEN-Clubs Liechtenstein, des Innerschweizer Schriftstellerverbands und der Bayerischen Akademie der Schönen Künste.

## Die Kontroverse um die NovelleFräulein Starkvon 2001

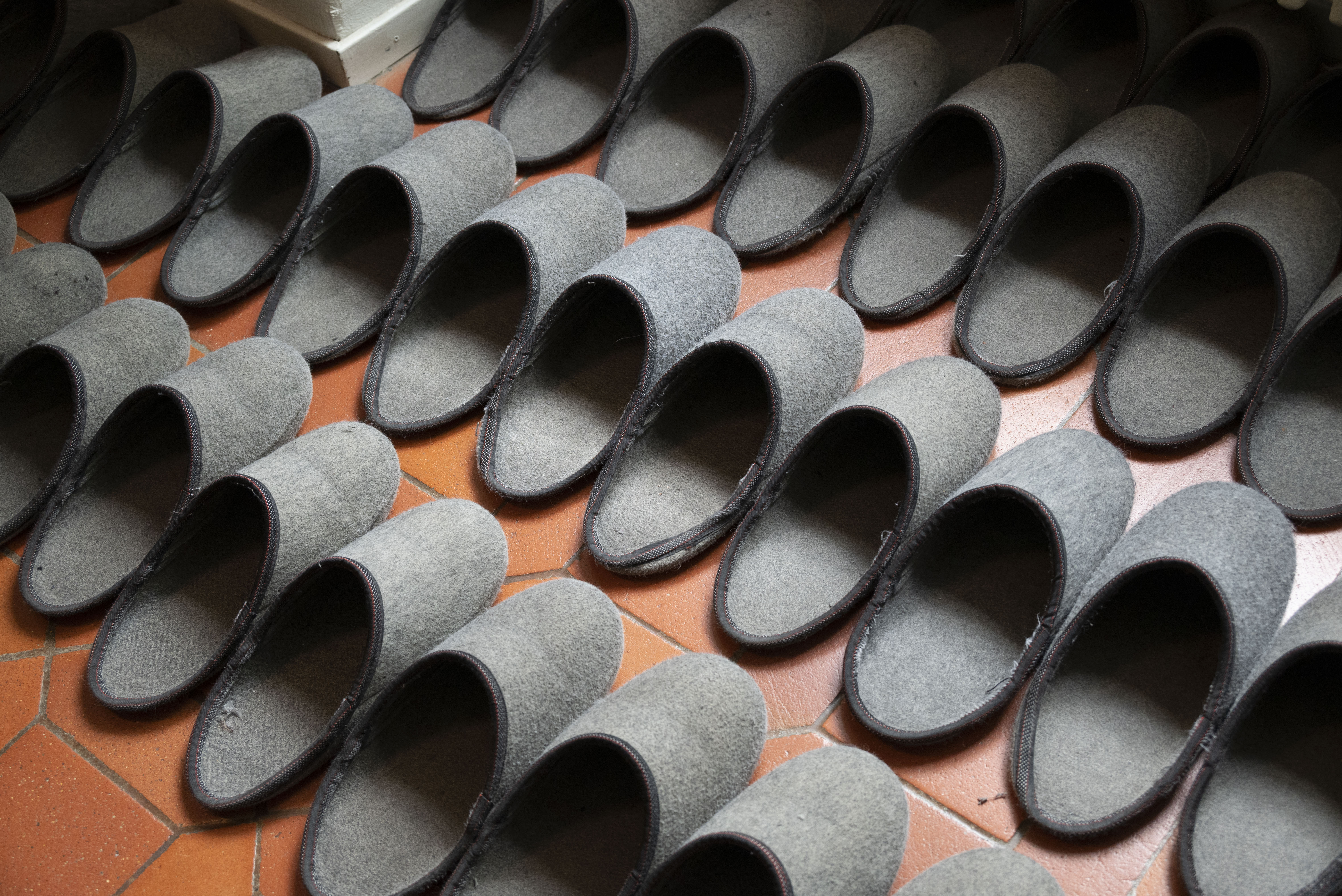
Die Filzpantoffeln für die Besucher der Stiftsbibliothek spielen im Text von Thomas Hürlimann eine wichtige Rolle.

Hürlimanns Novelle Fräulein Stark (2001) löste nach ihrem Erscheinen eine Kontroverse aus. Das Buch, das stark autobiografische Züge trägt, schildert eine Art von Sommerpraktikum eines 13-jährigen Jungen bei seinem Onkel, dem Bibliothekar der Stiftsbibliothek St. Gallen. Zu seinen Aufgaben gehörte auch das Bereitstellen von Filzpantoffeln für die Besucher. Weil er für diese Aufgabe auf die Knie gehen muss, benutzt er auch den Begriff Pantoffelministrant. Er wird bei seiner Arbeit von der frommen Haushälterin des Bibliothekars überwacht: von Fräulein Stark. Diese Schlüsselfigur der Novelle hiess auch im wirklichen Leben Fräulein Stark. Dass sich der Junge besonders für die Besucherinnen interessiert und versucht, ihnen mittels eines Taschenspiegels unter die Röcke zu gucken, entgeht ihr nicht.
Der Bibliothekar in der Novelle hat Ähnlichkeiten mit dem ehemaligen Stiftsbibliothekar von St. Gallen, Johannes Duft, der auch der Onkel des Autors ist. Duft fühlte sich als Opfer eines Schlüsselromans und verfasste deshalb eine zehnseitige Streitschrift (Bemerkungen und Berichtigungen; als Privatdruck erschienen), in der er Hürlimann unter anderem als «verwöhntes Herrensöhnchen» bezeichnete.
Eine weitere Kontroverse entspann sich über den Vorwurf des Literaturkritikers Marcel Reich-Ranicki, der in der Sendung Das Literarische Quartett vom 24. August 2001 dem Autor versteckten Antisemitismus vorwarf. Im Buch von Hürlimann finden sich Hinweise auf die jüdische Herkunft seiner fiktiven Hauptfigur. Der Historiker Jo Lang verteidigte den Autor und sagte, dieser habe «hervorragend erfasst, was den katholischen Antisemitismus ausmacht, und er hat das auf brillante Art dargestellt.»
Das Theater St. Gallen verwendete den Stoff von Hürlimanns Novelle im Frühjahr 2003 für ein Bühnenstück. Der Regisseur Georg Scharegg inszeniert den Stoff dabei als Hauptprobe für ein Hörstück.
Ähnliche Diskussionen musste Hürlimann bereits nach der Veröffentlichung seines Romans Der große Kater (1998; verfilmt 2010) führen, bei dem sein Vater als literarisches Vorbild diente.

## Auszeichnungen
- 1981: Aspekte-Literaturpreis für Die Tessinerin
- 1982: Rauriser Literaturpreis für Die Tessinerin
- 1990: Einzelwerkpreis der Schweizerischen Schillerstiftung für Das Gartenhaus
- 1990: Preis des Literaturmagazins des Südwestfunks
- 1992: Berliner Literaturpreis
- 1992: Marieluise-Fleißer-Preis der Stadt Ingolstadt
- 1992: Innerschweizer Literaturpreis
- 1992: Preis der Stiftung Bibel und Kultur[11]
- 1993: Wolfgang-Amadeus-Mozart-Preis
- 1995: Weilheimer Literaturpreis
- 1997: Literaturpreis der Konrad-Adenauer-Stiftung
- 1998: Solothurner Literaturpreis
- 2001: Joseph-Breitbach-Preis (zusammen mit Dieter Wellershoff und Ingo Schulze)
- 2003: Jean-Paul-Preis (Bayrischer Literaturpreis)[12] zur Würdigung des literarischen Gesamtwerks.
- 2007: Einzelwerkpreis der Schweizerischen Schillerstiftung für Vierzig Rosen
- 2007: Preis der LiteraTour Nord
- 2007: Stefan-Andres-Preis der Stadt Schweich für Vierzig Rosen und das Gesamtwerk
- 2008: Caroline-Schlegel-Preis für seinen Essay Über die Treppe
- 2010: Herbert-Haag-Preis
- 2011: Ludwig-Mülheims-Theaterpreis
- 2012: Thomas-Mann-Preis der Hansestadt Lübeck und der Bayerischen Akademie der Schönen Künste für sein Werk, mit dem er „dem Wissen von der Zerbrechlichkeit des Daseins eine tiefe Humanität entgegensetze“.[13]
- 2014: Hugo-Ball-Preis der Stadt Pirmasens
- 2014: Alemannischer Literaturpreis
- 2015: Zentralschweizer Theaterpreis, für das Stück Das Luftschiff – Komödie einer Sommernacht (Premiere am 9. Juni 2015 in Luzern)[14]
- 2016: Ehrendoktor der Universität Basel
- 2019: Gottfried-Keller-Preis[15]
- 2021: Deutscher Hörbuchpreis in der Kategorie «Beste Unterhaltung» für Einsiedeln[16]
- 2022: Shortlist des Schweizer Buchpreises mit Der Rote Diamant

## Werke

### Prosa
- Die Tessinerin. Geschichten. Ammann, Zürich 1981; überarbeitete Neuausgabe: Fischer, Frankfurt am Main 2016, ISBN 978-3-596-03379-9.
- Das Gartenhaus. Novelle. Ammann, Zürich 1989; «behutsam korrigierte» Neuausgabe ebd. 2001, ISBN 3-250-60050-4.
- Die Satellitenstadt. Geschichten. Ammann, Zürich 1992, ISBN 3-250-10178-8.
- Der große Kater. Roman. Ammann, Zürich 1998, ISBN 3-250-60025-3.
- Fräulein Stark. Novelle. Ammann, Zürich 2001, ISBN 978-3-10-031912-8.
- Vierzig Rosen. Roman. Ammann, Zürich 2006, ISBN 978-3-10-031921-0.
- Dämmerschoppen. Geschichten aus 30 Jahren. Ammann, Zürich 2009, ISBN 978-3-250-10801-6.
- Nietzsches Regenschirm. S. Fischer, Frankfurt am Main 2015, ISBN 978-3-596-03599-1.
- Heimkehr. Roman. S. Fischer, Frankfurt am Main 2018, ISBN 978-3-10-031557-1[17].
- Der Rote Diamant. Roman. S. Fischer, Frankfurt am Main 2022, ISBN 978-3-10-397071-5.

### Theater
- Großvater und Halbbruder. Ein Theaterstück. UA: Schauspielhaus Zürich 1981; Ammann, Zürich 1981, ISBN 3-250-01001-4.
- Stichtag. UA: Düsseldorfer Schauspielhaus 1984.
- Stichtag. Großvater und Halbbruder. 2 Theaterstücke: Fischer Taschenbuch, Frankfurt am Main 1984, ISBN 3-596-27086-3.
- Lymbacher. Komödie (nach Meinrad Inglin). UA: Schauspielhauskeller Zürich 1990; Kulturverein Chärnehus, Einsiedeln 2003, ISBN 3-909060-22-6.
- Der letzte Gast. Komödie. UA: Schauspielhaus Zürich 1991; Ammann, Zürich 1990, ISBN 3-250-01034-0.
- Der Gesandte. UA: Schauspielhaus Zürich 1991; Ammann, Zürich 1991, ISBN 3-250-01063-4.
- De Franzos im Ybrig. Komödie. UA: Kloster Einsiedeln 1991; Ammann, Zürich 1996, ISBN 3-250-10286-5.
- Innerschweizer Trilogie: De Franzos im Ybrig. Komödie – Dämmerschoppen. Novelle – Lymbacher, nach Inglin. Stück. Ammann, Zürich 1991, ISBN 3-250-01044-8.
- Güdelmäntig. Komödie. UA: Kloster Einsiedeln 1993; Kulturverein Chärnehus, Einsiedeln; Ammann, Zürich 1993, ISBN 3-909060-10-2.
- Der Franzos im Ybrig. Komödie (hochdeutsche Fassung). UA: Schauspielhaus Zürich 1995; Ammann, Zürich 1996, ISBN 3-250-10286-5.
- Carleton. Ein Stück. UA: Theater am Neumarkt Zürich 1996; Ammann, Zürich 1996, ISBN 3-250-10352-7.
- Das Lied der Heimat. Stück. UA: Schauspielhaus Zürich 1998; Ammann, Zürich 1998, ISBN 3-250-10390-X.
- Das Lied der Heimat. Alle Stücke. Fischer Taschenbuch, Frankfurt am Main 1998, ISBN 3-596-14277-6.
- Stichtag. Oper. UA: Zürich 1998.
- Das Einsiedler Welttheater. Nach Calderón de la Barca. UA: Kloster Einsiedeln 2000; Ammann, Zürich 2000, ISBN 3-250-10424-8.
- Synchron. UA: Schauspielhaus Zürich 2002; in: Theater Theater. Aktuelle Stücke 12. Fischer Taschenbuch Verlag, Frankfurt am Main 2002, ISBN 3-596-15664-5.
- Das Einsiedler Welttheater 2007. Nach Pedro Calderón de la Barca. UA: Kloster Einsiedeln 2007; Ammann, Zürich 2007, ISBN 978-3-250-10512-1.
- Das Luftschiff – Komödie einer Sommernacht. UA: Luzerner Freilichtspiele, Tribschen 2015.[18]

### Essays
- Das Holztheater. Geschichten und Gedanken am Rand. Ammann, Zürich 1997, ISBN 3-250-60001-6.
- Himmelsöhi, hilf! Über die Schweiz und andere Nester. Ammann, Zürich 2002, ISBN 3-250-30010-1.
- Der Sprung in den Papierkorb. Geschichten, Gedanken und Notizen am Rand. Ammann, Zürich 2008, ISBN 978-3-250-60125-8.
- Abendspaziergang mit dem Kater. S. Fischer, Frankfurt am Main 2020, ISBN 978-3-10-397040-1.

### Sprechoper
- Güdelmäntig. Sprechoper für einen Schauspieler, Chor und Orchester. Musik: John Wolf Brennan. UA: Aarau 2002; Musica Vocalis Rara, Bläsersolisten Aargau. Ammann, Zürich 2001.

### Rede
- Der Mittagsteufel. Die Geworfenheit spricht zu Entwürfen. Rede an die Abiturienten des Jahrgangs 2011. Hg. von Ralph Schock. Gollenstein, Merzig 2011, ISBN 978-3-938823-92-7.

### Hörbuch
- Mein liebstes Krokodil. Nach Anton Tschechows «Die Dame mit dem Hündchen» und Briefen an und von Olga Knipper. Musik: John Wolf Brennan und Arkady Shilkloper. 1 CD. Christoph Merian, Basel 2008, ISBN 978-3-85616-358-7.
- Einsiedeln. Thomas Hürlimann erzählt seine Kindheit und Jugend im Kloster. Konzeption und Regie: Joachim Leser, Klaus Sander. Sprecher: Thomas Hürlimann, 2 CDs. Supposé, Wyk auf Föhr 2020, ISBN 978-3-86385-201-6.[19]

### Herausgeberschaft
- Meinrad Inglin: Der schwarze Tanner und andere Erzählungen. (Mit Nachwort). Ammann, Zürich 1985, ISBN 3-250-01052-9.
- Botho Strauß: Sie/Er. Erzählungen. Hanser Verlag, München 2012, ISBN 978-3-446-23865-7.

## Film

### Unter Mitwirkung von Hürlimann
- Der Berg. (Drehbuch gemeinsam mit Markus Imhoof), Kinofilm, Schweiz 1990.

### Fernsehaufzeichnungen und Verfilmungen
- De Franzos im Ybrig. (Aufzeichnung einer Aufführung; Video von Bernhard Lang), Schweizer Fernsehen, 1991.
- Der Gesandte. (Aufzeichnung einer Aufführung), Schweizer Fernsehen, 1993.
- Franzos in Ötz. (Aufzeichnung einer Aufführung), ORF, 1994.
- Der grosse Kater. Kinofilm, Regie: Wolfgang Panzer, Schweiz/Deutschland 2009.
- A Forgotten Man. Kinofilm, Regie: Laurent Nègre, Schweiz 2022. (inspiriert von Der Gesandte)

### Dokumentarfilme
- Das Einsiedler Welttheater. (Dokumentation über eine Inszenierung), kulturplatz Schweizer Fernsehen, 2007.
- Marianne Pletscher: Thomas Hürlimann – Schriftstellerportrait. 1999.[20]